# Domicella
Domicella (Dimmocella in campano) è un comune italiano di 1 807 abitanti della provincia di Avellino in Campania.

## Geografia fisica
Posizionato nel Vallo di Lauro al confine con l'area nolano-vesuviana (provincia di Napoli) verso cui gravita da molteplici punti di vista, costituisce un unico agglomerato urbano con la vicina Carbonara di Nola.
Posta sulle pendici settentrionale del monte Saro o monte S.Angelo di Palma Campania (NA), domina la vasta pianura campana.

## Storia
Situato in una conca boscosa ai margini del Vallo di Lauro, il suo territorio venne frequentato soprattutto a partire dall'età tardo-repubblicana, quando stanziamenti a carattere prevalentemente agricolo sorsero in tutta la zona.
Una grande villa rustica di età imperiale si rinvenne nel 1929 sulla Palma-Lauro, durante la demolizione della vecchia canonica parrocchiale.
Dell'insediamento furono evidenziati alcuni ambienti con strutture muratorie intonacate, una cella vinaria, due vasche dal pavimento in opus signinum voltate a botte, tre dolii defossum con filignae di C. Julius Felix (liberto della famiglia Giulia) ed un porticato con colonne in laterizio.
Lo stesso toponimo del paese deriva dal latino domus-cella (lett. casa deposito, granaio, anche nel significato di abitazione di schiavi dediti all'agricoltura), oppure secondo altri, da domus Coeli (lett. villa dei Coelia, nobile famiglia di latifondisti romani la cui presenza è attestata in età imperiale a Pompei da Nola).
La località è citata in uno scritto del secolo XV di Ambrogio Leone col nome di Democella.
La prima menzione del borgo in età medioevale si ha in un atto notarile del 979, dove si legge che il principe longobardo Pandolfo dona a Martino, abate di S. Maria di Spelonca, tutto ciò che possiede in loco Domicella. Un documento del 982 accenna a Pietro, Giovanni ed altri abitanti del casale che prendono accordi su di un terreno "posito in Domucella ubi furche vocatur". Un altro atto di donazione del 1037 parla di un "Caputo de loco Democella, finibus Lauri", che concede alla chiesa di S. Maria di Spelonca parte delle sue proprietà in contrada Scoropeta.
Il piccolo nucleo abitato era già in possesso di una chiesa intitolata alla Madonna delle Grazie nel 1093, anno in cui lo stesso edificio venne donato dal vescovo Sassone ai Padri Benedettini di S. Lorenzo d'Aversa.
Dalla seconda metà del secolo XI, il casale fu acquistato dai principi di Capua, Giordano e Riccardo, che troviamo menzionati in un atto del 1087 in cui è confermata l'appartenenza dell'ecclesiam s. Mariae de Domocella all'Abazia feudale di San Lorenzo d'Aversa, la quale entrò definitivamente in possesso del borgo pochi anni dopo. Nel 1187 ne possedeva ancora gran parte delle terre e delle abitazioni.
Con la fine della dominazione normanna (1199) il casale fu compreso, allo stesso modo degli altri piccoli centri della valle, nel feudo di Lauro, e, nel 1270, di Raimondo de Vaudemond. Successivamente Domicella fu del Balzo (1277), degli Orsini di Nola (1352), dei Sanseverino (1529), dei Pignatelli (1541), del conte Alfredo detto "O Cammisaro" (1567) e dei Lancellotti (1632). Amministrativamente fece parte della Terra di Lavoro e passò nel 1861 alla provincia di Avellino di cui tuttora ne costituisce l'ultimo lembo proteso verso il napoletano.

## Monumenti e luoghi d'interesse
A Domicella è presente una struttura benedettina costruita nell'XI secolo tenuta in passato in cattivo stato di conservazione ma oggi ritornata all'antica bellezza grazie ad un accurato restauro. A Domicella è presente anche una chiesa dedicata a San Nicola di Bari costruita nell'undicesimo secolo.

## Società

### Evoluzione demografica
Abitanti censiti

## Amministrazione
Il comune fa parte dell'Unione dei comuni Antico Clanis.